# Lot 41 (Île-du-Prince-Édouard)
Lot 41 est un canton dans le comté de Kings, Île-du-Prince-Édouard, Canada. Il fait partie de la Paroisse St. Patrick.

## Population
- 431 (recensement de 2001)[1]
- 468 (recensement de 2006)[1]
- 448 (recensement de 2011)[2]

## Communautés
Non-incorporé :
- Cable Head East
- Cable Head West
- Forest Hill
- Greenwich
- Midgell
- Southampton